# Büren an der Aare
Büren an der Aare (Bueren on the Aare) là một đô thị ở huyện Büren ở bang Berne ở Thụy Sĩ. Đô thị này có diện tích 12,7 km², dân số năm 2005 là 3143 người.

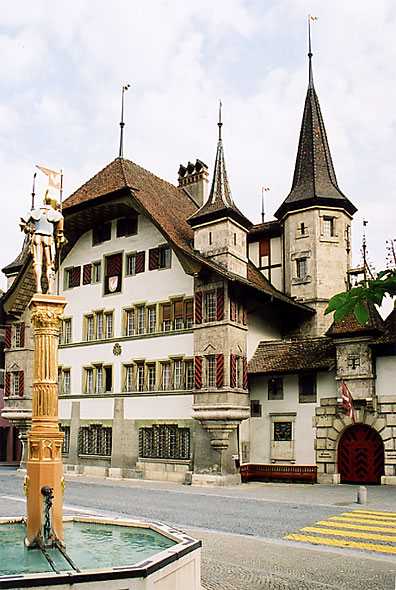
Lâu đài nhỏ ở Büren